# Domenica Quiz
Domenica Quiz (talvolta abbreviato in DQ) è un settimanale enigmistico edito in Italia dalla Keesing Italia; ha esordito nel 1951.

## Caratteristiche
Il settimanale si basa su un sistema a punteggio: a ogni gioco viene associato un numero di punti proporzionale alla difficoltà. Dal numero di punti ottenuti si valuta la bravura del solutore, oltre che la sua determinazione nel risolvere i molti schemi proposti. Caratteristica saliente di questa testata è rappresentata dall'elevato numero di cruciverba e/o giochi similari, di alta o altissima difficoltà, il che la rende particolarmente gradita ai solutori già esperti, mentre quelli alle prime armi troveranno molti giochi per loro soprattutto nelle prime pagine.
Alla rivista settimanale se ne affianca una con periodicità mensile (denominata "Domenica quiz mese") e, saltuariamente, alcune pubblicazioni monografiche dedicate ai cruciverba con le strutture che incontrano maggiormente il favore degli enigmisti.